# Muséologie
Selon l’étymologie du terme, la muséologie désigne « l'étude du musée » ou la « discipline qui étudie les musées ».
Elle doit être distinguée de la muséographie qui consiste à définir, décrire et analyser la conception d'une exposition, sa structure et son fonctionnement et de la scénographie qui regroupe les aspects formels, matériels et techniques de l'aménagement de l'espace d'exposition.

## Terminologie
À partir des années 1950, le terme de muséologie est de plus en plus employé à travers le monde.
On en distingue cinq acceptions :
- dans les pays anglophones et latino-américains, les termes muséologie et muséologique désignent « tout ce qui touche au musée » ;
- dans les milieux universitaires occidentaux, la muséologie désigne plus particulièrement la « science appliquée au musée » ;
- dans les pays de l’Est, à partir des années 1900, la muséologie d’inspiration germanique s’affirme comme discipline à perspective historique, scientifique et géonomique (« science des rapports entre le monde naturel et l’Humanité ») puis, à partir des années 1950 avec l’avènement des systèmes communistes, comme discipline militante visant à éduquer les masses à une « attitude spécifique de l’Homme à la réalité » (qui l’émancipe des superstitions et des mythes)[2] ;
- dans les années 1980, la nouvelle muséologie met l’accent sur la vocation sociale du musée et sur son caractère interdisciplinaire ;
- de façon générale, la muséologie désigne l’ensemble des réflexions et des théories relatives à ce qu’on appelle le champ muséal.

Les principaux équivalents du terme « muséologie » sont : museology, museum studies (en anglais) ; museologia (en espagnol, portugais, italien et polonais) ; Museologie, Museumswissenschaft, Museumskunde (en allemand) ; museieivedenie, ovtchei museieivedenie (en russe).

## Historique

### Fondements

#### Les pionniers allemands
D’abord confondu avec la muséographie, le terme de muséologie, entendu comme la théorie du musée, s’est construit petit à petit au cours des XVIe et XVIIe siècles, parallèlement au développement du collectionnisme et des cabinets de curiosité.
Dans cette genèse, les collectionneurs et érudits allemands ont joué un rôle pionnier. Ainsi, le plus ancien traité sur les musées, considéré comme l’incunable de la muséologie, a été rédigé en 1565 par Samuel Quiccheberg (1529-1567), médecin d’origine anversoise établi en Allemagne. L’ouvrage porte le titre écourté d’Inscriptiones. Conçu non seulement comme un catalogue des diverses choses composant l’univers ainsi que des lieux (les cabinets de curiosité) où ces dernières sont rassemblées, l’ouvrage propose également une méthode de classement destiné à organiser les collections de ces cabinets.
Avec Quiccheberg, s’affirme progressivement l’idée que la culture et le rapport aux objets qu’elle suppose ne résident pas seulement dans l’art de la mémoire et la lecture des livres, mais passent aussi et principalement par l’observation directe d’objets tangibles et leur manipulation matérielle, donnant ainsi naissance au lien entre musée et objet.
Le principe du classement et de l’organisation, affirmé dans les Inscriptiones, est au cœur du projet muséal et se retrouve dans différents ouvrages, tels que celui publié en 1674 par Daniel Johan Major, médecin natif de Kiel.
Ainsi, se développe progressivement une notion du musée lié à l’étude et au recensement des collections. Néanmoins, on ne parle pas encore de muséologie.
Le premier terme à être employé est celui de muséographie, qui apparaît pour la première fois dans l’ouvrage publié en 1727 par le marchand hambourgeois Caspard Friedrich Neickel. L’auteur y livre essentiellement une description méthodique des principaux cabinets, musées et bibliothèques connus à cette époque, en même temps qu’il dispense des conseils pour la collecte, la conservation et le classement des objets.
Le terme sera traduit en français en 1829 par Jacques-Nicolas Paillot de Montabert, dans la traduction partielle qu’il propose de l’ouvrage de Neickel, Muséographie, ou de l’utilité des musées et des collections.
De son côté, la première occurrence du terme muséologie apparaît en 1839 dans l’ouvrage de Georg Rathgeber intitulé Aufbau der niederländischen Kunstgeschichte une Museologie (Reconstitution de l’histoire de l’art et de la muséologie néerlandaise) et publié à Weissensee. Rathgeber y propose une méthode de classification des collections.
À cette époque, la distinction entre les termes de muséologie et de muséographie demeure indéterminée, même s’il apparaît que la notion de muséologie renvoie davantage à une logique de classement tandis que celle de muséographie renvoie à la description des musées.

#### Développement des musées et émergence des premières réflexions théoriques
Le développement de la muséologie est à mettre en lien avec celui des musées, qui connaissent un essor considérable dans la deuxième moitié du XIXe siècle et durant la période de l’entre-deux guerres.
Dans ce contexte de professionnalisation croissante du monde des musées, la première association de musées est fondée en Grande-Bretagne en 1889 : la Museums Association.
Dès 1890, les actes de cette association (les Report proceedings) sont publiés annuellement. Ils constituent la première publication entièrement consacrée à la théorie et à la pratique du musée, constituant progressivement un véritable savoir sur les musées. À partir de 1902, l’association publie une revue intitulée Museums Journal.
Puis, d’autres revues paraissent, aussi bien en Allemagne (Museumskunde à partir de 1905) qu’aux États-Unis, où l’American Association of Museums fait paraître en 1919 le premier numéro de Museum Work.
Bien qu’aucune de ces revues ne reprennent explicitement les termes de muséologie et de muséographie, c’est à travers elles que sont diffusés les premiers traités sur ce qu’il est convenu d’appeler la « science du musée ».
Parmi ces publications il faut citer The Principles of Museum Administration de George Brown Goode, publiés en 1896, les écrits de Benjamin Ives Gilman (Museum Ideals of Purpose and Method, 1918), mais également les ouvrages rédigés par John Cotton Dana (The New Museum, 1917 ; Museums and Industries, 1919 ; A Plan for a New Museum, 1920) et par Laurence Vail Coleman (Manual for small museums, 1927).
Ces ouvrages font figurent de véritables références en matière de réflexion sur le musée, son organisation, son architecture, son rôle dans la société, etc. et vont nourrir en écho les réflexions d’un certain nombre de muséologues européens (Henri Focillon, Louis Réau).
Avec la création de l’Office international des Musées (OIM) en 1926 et de la revue Mouseion publiée à partir de 1927, ce mouvement acquiert une dimension véritablement internationale.
Toutefois, à cette époque, les termes de muséologie et de muséographie sont encore rarement employés et il reste difficile de les différencier clairement.

### Affirmation et diversité de la muséologie

#### La muséologie comme science du musée
Réunissant les professionnels des musées d'art, l'Office International des Musées (OIM) (ancêtre de l'ICOM) va constituer un cadre privilégié pour le développement des premiers projets de coopération internationale. En effet, par le biais de ce rassemblement, la muséologie (appelée alors muséographie) s’organise, débat et se diffuse. Cette émulation débouchera, en 1934, sur la conférence de Madrid intitulée Muséographie, Architecture et Aménagement des musées d’art. Une idée domine alors le débat : assurer la conservation rationnelle des œuvres et leur présentation.  A la même époque, du côté anglo-saxon on constate un intérêt marqué pour le rôle didactique du musée ainsi que l'étude des publics. 
Avec la muséographie, c’est bien la vision technique et mécanique du musée qui se met en place, comme le prouvera, à l’issue de cette conférence, la publication de Louis-Eugène-Georges Hautecoeur sur le programme architectural du musée conçu comme une forme de mécanique idéale de l’exposition. Cette théorisation du musée aboutit à concevoir la muséographie comme la science et la technique de l’exposition. La muséologie, encore nommée muséographie, se résume à un mode d’emploi pour l’exposition.
Dans ce contexte, l’Exposition Internationale, organisée en 1937, accueillit une exposition spécifiquement consacrée à la muséographie. Georges-Henri Rivière et René Huyghe y participaient et avaient contribué à la présentation d’une « sorte de salon des musées portant sur les techniques de présentation, les vitrines, l’éclairage, etc., que complétaient des exemples pratiques ».
De son côté, Georges-Henri Rivière présenta, lors de cette exposition de 1937, une exposition sur la maison rurale. Attaché à la discipline de l’ethnographie, il y brossait le portrait d’une certaine ruralité au travers de l’exposition de maquettes, de panneaux et d’objets mis en scène au moyen de techniques innovantes relevant de ce qui est nommé alors la muséographie moderne.
Cette muséographie, pédagogique et didactique, synthétise et prend comme modèles le Musée de l’Homme, installé depuis 1937 au Palais de Chaillot, le musée allemand (à caractère didactique) et le musée soviétique (à caractère pédagogique). Certaines critiques se feront entendre quant à l’aspect trop pédagogique d’une telle muséographie, orientant peu à peu le débat au-delà des simples techniques de l’exposition et du musée pour le diriger vers une réflexion davantage centrée sur le sens et la finalité de l’exposition et du musée, en somme vers la muséologie.
À la sortie de la guerre, la réflexion muséographique comme simple apport technique se voit donc abandonnée et une synthèse des conceptions est élaborée à « la lumière de l’expérience des régimes totalitaires ». Il faut dorénavant penser au rôle des musées, autrement dit au-delà de la muséographie. Alma S. Wittlin se lance alors en 1949 dans une véritable « profession de foi en faveur de l’éducation, dirigée contre les inerties des musées européens ». Pour la chercheuse, les musées russes sont des exemples de propagande qu'il faut développer et adapter au cadre des régimes démocratiques. À travers ce mouvement d’après-guerre, une véritable croisade « éducative » des musées se met en place, soutenue par la revue Muséum International, créée en 1948 par l’UNESCO.
Par ailleurs, dès 1948, des conférences scientifiques et professionnelles se mettent en place au sein de l'ICOM, qui réunit dorénavant tous les types de musées (musées d'art et musées de science). Les publications et les ouvrages de muséologie se multiplient et l’on pense alors le musée et sa pratique au-delà de la simple technicité de l’exposition et de la conservation.
Ainsi, aux abords des années 1950, les développements de la muséologie sont essentiellement empiriques et descriptifs. En 1958, Georges-Henri Rivière, définit la muséologie comme la science ayant pour but d’étudier la mission et l’organisation du musée et la muséographie comme un ensemble de techniques relatant de la muséologie.
Dès lors, la muséologie fait l’objet d’une élaboration internationale et d’un processus de construction disciplinaire auquel l’ICOM prend une part active. Ainsi, en 1961, l’ICOM définit le musée en employant le terme juridique « d’institution ». Par ailleurs, il attribue au musée un certain nombre de missions, qui répondent à la fois à des moyens techniques, mais également à des concepts « politiques » (pédagogie, lien social, etc.).
En fixant des objectifs et des lignes directrices aux musées, la muséologie prend en compte non seulement le rapport à l’objet, à son exposition et au lieu, mais aussi le rapport au public. En questionnant ainsi tous les acteurs, les lieux et les concepts inhérents aux institutions culturelles, la muséologie va introduire progressivement l’innovation au sein du musée.
Deux visions de la muséologie se profilent au milieu des années 1960 : celle d’une muséologie de l’idée, affiliée à Georges-Henri Rivière et à une vision centrée davantage sur l’Homme que sur l’esthétique, et celle d’une muséologie de l’objet affilié à Duncan Cameron et Marshall Mac Luhan, centrée avant tout sur les modes de perception et la communication.
Ainsi, la muséologie intègre progressivement de plus en plus de notions appartenant à d’autres champs de connaissances (communication, cross-media, gestion, etc.). Dans ce cadre, les museums studies se développent, notamment en Grande-Bretagne avec Raymond Singleton (école de Leicester). Ce dernier publiera en 1966 Manuel of Curatorship, un manuel de gestion apportant une approche plus pragmatique du musée et de son fonctionnement. Les museums studies vont ensuite étendre leur domaine de recherche et prôner l’interdisciplinarité (sociologie, linguistique, art populaire, etc.). Cette interdisciplinarité permettra de comprendre ce qui se passe au sein du musée et les effets que ce dernier opère sur l’objet exposé.
Dans tous les cas, à la fin des années 1960, la muséologie s’affirme à tel point que différents courants se mettent en place en son sein. Simultanément, l’attrait pour les expositions et le besoin de culture ressenti pendant la seconde guerre mondiale sont toujours forts, comme le prouve le succès de l’exposition King Tut en 1967. Enfin, les notions de patrimoine et de communication se développent ainsi que les grandes organisations internationales, telles que l’UNESCO, l’ICOM, etc.
C’est dans ce monde bipolarisé certes, mais plus international que jamais, où la culture, elle aussi, se décolonialise, que la muséologie se développe et qu’une première crise des musées intervient.

#### La crise des musées
Alors que l’art contemporain avait commencé à se frayer un chemin au sein de certaines institutions muséales, contribuant à sa manière à répondre à la question posée par Duncan Cameron : « Are the gallery and museum obsolete? », une certaine fracture entre les musées et leur public perdure.
Les manifestations sont multiples. Déstabilisant le musée de l'intérieur et l'obligeant à se repenser, l'art contemporain constitue l'un des signes avant-coureurs de cette crise.
Par ailleurs, lorsque Pierre Bourdieu publie en 1967 L’Amour de l’art, le fossé séparant les élites culturelles du reste des publics semble bel et bien installé.
En 1968, la fracture prend une dimension physique et le musée devient le symbole de la société bourgeoise et élitiste.
Alors qu’au début du siècle, Maurice Barrès ou Salomon Reich (conservateur de musée) désignaient déjà le musée comme des « morgues » et des « cimetières », d’autres muséologues comme Stanislas Adotevi constatent, en 1971, qu'« on ne parvient que très difficilement à faire oublier que le musée est l’équivalent du cimetière où l’on vénère ceux qui ont ouvert la voie ».
Avec son exposition When attitudes become forms, organisée en 1969 à Berne, Harald Szeemann tente d’accaparer et de se réapproprier le musée. Bien que charnière pour l’art contemporain, l'impact sociétal de cette exposition restera moindre.
En 1968, des groupements de professionnels se retrouvent à Paris, mais aussi aux États-Unis, pour critiquer et contester les musées, perçus dorénavant comme des institutions bourgeoises.
Les protestations viennent de toutes parts, prouvant bien qu’il s'agit pour les musées d’un trouble fonctionnel. En 1968, à la suite de la réunion des directeurs des Maisons de la Culture (créées en 1961 à l’initiative d'André Malraux) qui déclarent n’avoir d’intérêt que pour le « non-public », des étudiants outrés réclamèrent la dispersion des collections dans les milieux de la vie quotidienne (« la Joconde au métro ») ainsi que la suppression des musées.
Les musées semblent étouffés par la richesse et la conservation de leurs collections. De plus, dans un monde en pleine mutation, les musées semblent bien loin des préoccupations des citoyens et ne répondent pas à leur attentes militantes, éducatives ou sociétales pour se tourner bien trop souvent vers le passé et sa conservation.
Dans la plupart des pays d’Europe, l’indice de fréquentation des musées (à l'exception de ceux internationalement reconnus) augmente frileusement, stagne ou même parfois régresse.
En Italie, par exemple, l’essor muséologique, né de la reconstruction d’après-guerre, s'arrête net, à tel point que certains musées ferment ou n’ouvrent qu'à la demande de quelques visiteurs, comme cela avait cours au XVIIIe siècle.
Autre exemple, à Paris, la tour Eiffel enregistre deux fois et demie plus d’entrées que le Louvre. Les musées se distancient toujours plus des loisirs des citoyens et ne trouvent plus leur place entre éducation et loisir. Petit à petit, leur fonction se résume à celle de dépôt et de conservation de collections, bien loin des idéaux de l’ICOM.
Cette crise des musées va aussi engendrer des changements au sein même du monde des conservateurs. Certains d’entre eux se détachent des problèmes méthodologiques et techniques qui passionnaient leurs prédécesseurs. « Dans des installations, certains principes de caractère purement objectif de la muséologie ont été négligés ou transgressés comme si le muséologue - architecte ou conservateur - avait voulu se trouver entièrement libre, afin de mieux affirmer sa créativité (musée du XIXe et du XXe siècle à Berlin par Mies van der Rohe, 1968 ; réaménagement de la Grande Galerie et installation de l'aile Flore de 1969 à 1971, au Louvre ; musée Gulbenkian à Lisbonne, 1970) ».
Dans tous les cas, il s’agit de dynamiser le musée et la gestion de ses collections pour l’inscrire dans un contexte social en mutation constante. C’est ainsi que le musée d’anthropologie de Mexico, créé avant tout pour la population, avec une architecture pionnière et une muséographie très pédagogique, n’a pas su attirer de nombreux visiteurs. En effet, « les parquets de marbre sont trop froids pour les petits pieds nus », la solution à cet échec fut d’emmener le musée vers les citoyens, avec notamment la création de la Casa del Museo qui se présentait sous forme de modules implantés directement dans les « barrios ». Cette question de la représentativité (à qui le musée s'adresse-t-il ? comment ?) est désormais centrale et la muséologie ne peut l'éluder.
Enfin, en Amérique du Nord, la crise des musées prend la forme de la « surchauffe ». En effet, de 30 millions dans les années 1940, les visiteurs des musées américains passent à 300 millions en 1969. À cette époque, le Metropolitan Museum de New York et le Smithsonian Museum of History and Technology compte environ 6 millions de visiteurs annuels. Le musée est donc bien inscrit dans les mœurs, mais en Amérique du Nord ce sont les modes de gestion qui inquiètent. Reposant pour la plupart sur des fonds privés, une crise économique pourrait bien être fatale à bon nombre d’institutions.
Dans tous les cas, c’est bien la gestion, le statut et le lien des musées avec la société et avec ses publics que la muséologie est appelée à repenser au tournant des années 1970. C'est dans ce contexte que se met en place la « nouvelle muséologie ».

#### La «nouvelle muséologie» et le rôle social des musées
Dans une volonté de rapprocher le musée des citoyens, la « nouvelle muséologie » apparaît comme la solution faisant le lien entre musée et société. Déjà présente dans les idées des pionniers de la muséologie, tels que Jean Capart qui, en 1930, évoquait le rôle social des musées, cette conviction que le musée a un rôle social à jouer va alimenter les réflexions des « nouveaux muséologues ».
Trois objectifs sont présents au sein de la réflexion de la « nouvelle muséologie » :
- Premièrement, faire du musée une institution culturelle à la disposition du plus grand nombre.
- Deuxièmement, « faire passer les idées avant les réalisations. : les musées à programme et les expositions-discours, comme certains les désignaient avec une nuance péjorative, n'étaient certes pas une nouveauté, mais il fallait en justifier l'existence devant ceux qui continuaient à les ignorer »[19].
- Le troisième objectif majeur était de « rendre leur autonomie aux objets par rapport à leur milieu d'exposition en les donnant à voir de manière neutre, puis de les faire dialoguer pour les faire pleinement signifier »[19].

C’est au cours de deux rencontres que cette « nouvelle muséologie » va être théorisée et prendre son envol : dans le cadre de la IXe Conférence Générale du Conseil International des Musées (ICOM) qui s'est tenue à Grenoble en 1971 et dont le thème était « Le Musée au service des hommes, aujourd'hui et demain », et au sein de la réunion de Santiago au Chili, organisée sous l’impulsion d’Hugues de Varine du 20 au 31 mai 1972 sous l’égide de l’UNESCO.
Les nouveaux muséologues firent émerger une nouvelle définition du musée : « le musée est une institution au service de la société, qui acquiert, communique et, notamment, expose, à des fins d'étude, de conservation, d'éducation et de culture, des témoins représentatifs de l'évolution de la nature et de l’homme ».
Le musée devient un acteur du développement, un acteur sociétal qui peut in fine jouer un rôle dans les grands enjeux des ensembles urbains.
Ainsi, avec la « nouvelle muséologie », le musée traditionnel se meut et tend de plus en plus à devenir un « musée intégral », conçu comme un musée ouvert sur le monde, attribuant au patrimoine un rôle social, facilitant l’accès aux collections et utile au développement des consciences. Ce faisant, le musée deviendrait progressivement un acteur clef de l’éducation populaire, s’attachant à l’environnement, à la culture et au milieu des citoyens. Comme le souligne le muséologue Marc-Alain Maure, « Ce qui caractérise ces nouveaux musées, c'est l'abandon de ce qu'on pourrait appeler une conception « humaniste » de la culture, au profit d'une vision globale et écologique de l'être humain en rapport avec son milieu naturel et socioculturel ».
Cette nouvelle acceptation muséologique s’est faite sous l’impulsion de quelques figures fortes au tournant des années 1970 comme : Hugues de Varine, Georges-Henri Rivière, Duncan F. Cameron (pour sa vision communicative du musée), John Kinard (premier directeur de l'Anacostia Neighborhood Museum), Pablo Toucet ou Stanislas Adotevi qui expliquait alors, dans « Le musée inversion de la vie », qu’il fallait chercher les « moteurs » du nouveau musée dans l’homme réel en opposition à l’homme abstrait et fantasmé.
Dans cette volonté d’un musée tournée vers l’homme, les musées communautaires seront le terrain privilégié de la nouvelle muséologie.

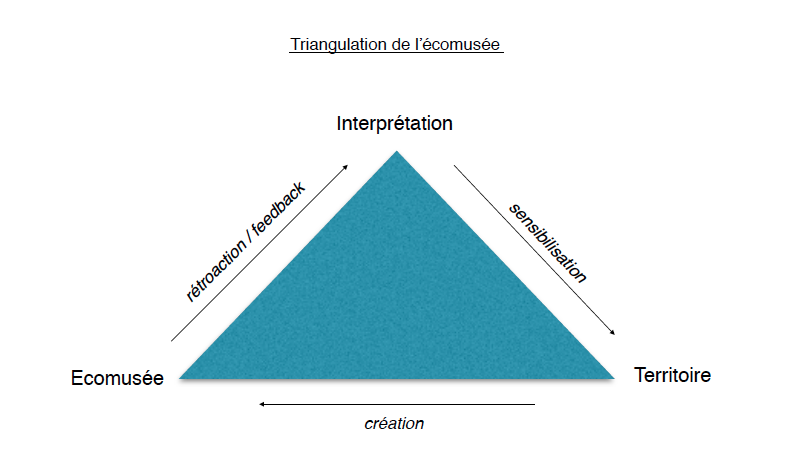
Triangulation Écomusée

En France c’est le modèle des écomusées qui va faire florès et qui deviendra l’exemple type de musée communautaire (son statut sera reconnu ensuite par la Direction des musées de France).
De « nouveaux muséologues » vont alors théoriser sur de tels musées, tels que Hugues de Varine et André Desvallées. Un des principes majeurs de la « nouvelle muséologie » est de considérer le musée comme un corps social. Le musée participatif, forum est né.
Le musée communautaire va devenir un modèle et va se développer durant les années 1980 à travers le monde, on pense notamment au Portugal, au Québec à la Suisse, etc.
Après les modèles et les initiatives vinrent alors les doctrines et la réelle dénomination de « nouvelle muséologie ». Avec en 1982, sous l’impulsion de Evelyne Lehalle et André Desvallées, le mouvement Muséologie nouvelle et expérimentation sociale (MNES) voit le jour, vient ensuite le Mouvement international pour la nouvelle muséologie (MINOM), fondé en 1985 à Lisbonne. À partir de ces dates, le terme de Nouvelle Muséologie a du sens. C’est ainsi que André Desvallées annonce que la bonne muséologie réfléchit à la société et que dans un sens : « notre muséologie n’est apparue nouvelle que dans la mesure où la muséologie avait vieilli (…) Notre muséologie n’a-t-elle pas ses modèles chez tous les muséologues et les muséographes dynamiques depuis que le musée existe ? N’a-t-elle pas toujours existé et n’est-elle pas la seule bonne muséologie ? ».
Au-delà de la promulgation du rôle social du musée, la « nouvelle muséologie » va aussi penser l’objet et l’exposition. C’est dans une volonté de faire disparaitre la distance entre le spectateur et le contenu (les objets) que, dès 1984, Jacques Hainard, au musée d’ethnographie de Neuchâtel, met en place ses objets prétextes. La muséologie est alors invitée à pousser le visiteur à trouver par lui-même, à triturer les objets, à manipuler les choses dans ce qui se nomme une « muséologie de point de vue ». Ainsi, le visiteur construit sa propre réflexion vis-à-vis de l’exposition qui lui est proposée, une exposition qui elle-même devient une œuvre, conçue dans une logique de création.

#### La muséologie comme discipline scientifique

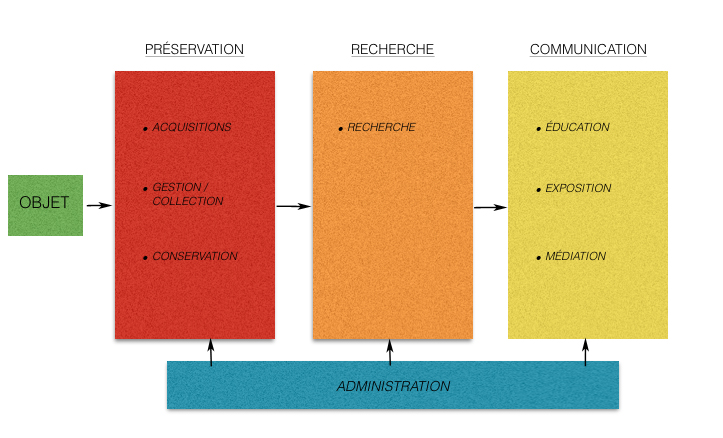
PRC Préservation Recherche Communication Blackbox

Avec la « nouvelle muséologie », le nombre de formations académiques en muséologie croit de manière considérable, à tel point que l’on en compte aujourd’hui plus d’un demi-millier à travers une quarantaine de pays. Après avoir dépassé sa phase empirique et avec le tournant de la « nouvelle muséologie » dans les années 1970, la muséologie devient l’objet d’une construction disciplinaire à l’échelle internationale.
Dès les années 1970, la muséologie va s’intéresser aux dimensions sociales, philosophiques, politiques, culturelles encore mises de côté par la muséographie. Ainsi, l’objectif est bien de déterminer la muséologie comme une discipline scientifique avec tout ce que cela comporte en termes de méthodologie, terminologie et structure organisationnelle, mais aussi de « définir à la fois les professions du musée et le cadre de la recherche en son sein ».
Dans un contexte bipolaire, l’ICOM et l’Icofom (fondé en 1976) vont devenir des lieux d’échanges et les acteurs principaux de cette construction scientifique. Sous l’impulsion, en leur sein, des fondateurs de l’école de Brno et des muséologues de l’Est de l’Europe, tels que Awraan Razgon, Jan Jelinek, Vinos Sofka ou Zbynek Stransky, la muséologie pose ses fondements théoriques ; le musée devient un laboratoire et se pense comme un système d’éducation.

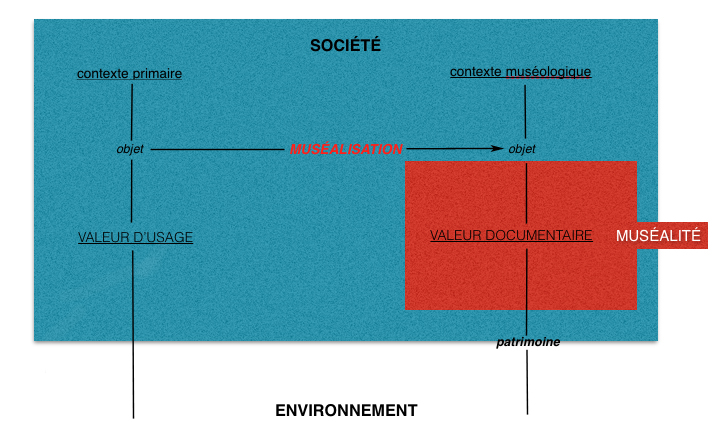
Muséalisation

La muséologie devient alors une ligne de pensée qui se doit d’analyser aussi les conditions sociales qui détermine l’origine et le fonctionnement du musée et non plus seulement son application (muséographie). Avec la création par Jan Jelinek des « Icofom study théories », la muséologie s’apprend et se transmet comme une discipline universitaire, mais surtout envisage d’analyser les différents courants ainsi que d’aider les musées dans leur développement. À travers ce souci d’analyse, d’expertise et de conseil, la muséologie comme discipline scientifique aide à éviter des nouvelles crises des musées.
Dans cette continuité et en lien avec l’UNESCO, Zbynek Stransky met en place en 1987 les International School of Museology. À partir de là, le mouvement est lancé, la muséologie s’impose comme une discipline scientifique et s’émancipe.
La muséologie devient indépendante du musée, dorénavant elle le précède. Pour Zbyněk Zbyslav Stránský, si le musée ne bouge pas, les choses bougent autour de lui. Ainsi, c’est plus le rapport spécifique de l’Homme à la réalité et donc le rapport de l’Homme avec les objets de cette réalité qu’il s’agit de considérer (notion d’arrachement à la réalité par séparation de contexte): la muséalisation.
Le fondement de cette muséologie scientifique serait donc plus le rapport à la réalité que le rapport au musée. C’est dans cet élan que Friedrich Waidacher annoncera que la muséologie se doit d’investiguer l’attitude de conservation, une réflexion ouvrant la voie à un nouveau concept : celui de la muséalité.

### Vers une nouvelle ère des musées

#### La muséologie à l'heure du «spectaculaire muséal»
Après les différentes propositions de réponses apportées par le monde des musées à la crise des musées, vient celle des pouvoirs publics.
La notion de « spectaculaire muséal » proposée par François Mairesse évoque l'entrée des musées dans l'ère du « spectacle », selon la définition qu'en donne Guy Debord en 1967.
Par ce terme, François Mairesse désigne l'ensemble des établissements muséaux créés ou rénovés à partir des années 1970 à l'instigation des pouvoirs publics et suivant l'évolution des politiques culturelles et économiques des pays concernés.
Contraintes de s'adapter aux mécanismes du marché et de trouver des sources d'autofinancement susceptibles de contrebalancer l'effacement progressif des subventions étatiques, ces créations ou rénovations de musées présentent une caractéristique commune : l'accueil de collections prestigieuses au sein d'une architecture phénoménale dans un but de démocratisation de la culture. De ce point de vue, François Mairesse considère la création du Centre Pompidou en 1977 comme l'exemple emblématique de cette évolution.
Selon cet auteur, quatre critères peuvent être avancés pour caractériser ce qu'est le « spectaculaire muséal ».
Le premier concerne l'architecture, qui devient un outil de communication affirmant la nouvelle figure incontournable de « l'architecte génie ».
Le deuxième critère renvoie à la primauté de la technique (introduction des technologies nouvelles dans les divers domaines du musée : recherche, préservation, conservation, restauration, exposition) et au tournant commercial pris par les musées. Ainsi, pour tenter de s'autofinancer ou tout du moins générer suffisamment de recettes nécessaires à leur fonctionnement, les musées sont de plus en plus marqués par un phénomène de « consommation de l'art » qui se manifeste à travers la mise en place d'un ensemble de services destinés au public et distincts de l'espace des collections (cafétérias, boutiques, restaurants, librairies).
Le troisième critère énoncé par François Mairesse concerne le ludique (les manipulations et l'animation jusqu'au développement du numérique actuel) et le « politiquement correct » qui s'expriment à travers « l'aspect didactique des expositions temporaires ou par le biais de services éducatifs ».
Le quatrième et dernier critère désigne le règne de l'évènementiel, mis en évidence par le développement des expositions temporaires qui supplantent parfois l'exposition permanente des collections.
Ce principe de mutation des musées s'étend jusque dans les années 2000 au travers de créations ou d'extensions réalisées par des architectes de renommée internationale, à Paris (la pyramide du Louvre réalisée par Ieoh Ming Pei), en Allemagne (la Staatsgalerie par James Stirling), à Londres (la Tate Gallery par James Stirling, l'aile Sainsbury de la National Gallery par Robert Venturi et Scott Brown) ou aux États-Unis (la Yale University Art Gallery par Louis Kahn, le Getty Center par Richard Meier, le LACMA par Arata Isozaki, le SFMOMA par Mario Botta).
Chacun de ces musées incarne à sa manière le phénomène du « spectaculaire muséal » en ce qu'il se fait le témoin d'au moins l'un des grands critères susmentionnés. Néanmoins, le monde muséal ne se réduit pas à ce modèle unique et dans les faits, peu nombreuses sont les institutions qui entrent dans cette mouvance.
Réfléchissant aux conséquences que représentent cette évolution pour la muséologie, Jean Davallon a proposé en 1992, dans son article « Le musée est-il vraiment un média ? », le terme de « muséologie de point de vue ». Distincte de la muséologie de l'objet ou de celle du savoir, qui ont marqué la vision traditionnelle du musée, la muséologie de point de vue considère le musée ou l'exposition comme un espace organisé suivant une série d'évènements, dans lequel le visiteur est invité à déambuler de salle en salle à la manière d'un flâneur.
Par ailleurs, d'autres pratiques s'opposent aux versions traditionnelles de la muséologie. Ainsi, dans les années 1980, Jacques Hainard a mis en œuvre au Musée d'ethnographie de Neuchâtel une « muséologie de la rupture », qui considère l'exposition comme un essai permettant de tester une autre manière d'exposer les objets. De nos jours, l'importance croissante prise par le commissariat d'artiste ou l'intervention de figures externes au champ muséal témoignent de ces nouvelles expériences.

#### La muséologie à l'aube duXXIesiècle
Un certain nombre d'évolutions se dessinent dans le monde des musées. Tout d'abord, la « philosophie du muséal », développée par Bernard Deloche, a été introduite par l’ICOFOM dans les années 2000. Cette notion de champ muséal doit permettre de considérer comme musées des collections non officiellement reconnues comme telles parce que ne répondant pas aux critères du musée institutionnel. Là encore, l’émergence et la reconnaissance de ce terme émanent du développement du spectaculaire muséal qui a conduit à diverses tentatives de redéfinition du musée à l’ère de la globalisation, entendue comme un outil de soft power, élargissant encore les possibilités d’étude du champ muséal[réf. nécessaire].
L’autre conséquence du spectaculaire muséal ou de l'évolution du « musée écrin au musée objet », œuvre d’un architecte devenu superstar est la prise de conscience des possibles retombées économiques du développement de ces grands musées. Ainsi, la création d'un certain nombre d'institutions muséales prend place dans le cadre de logiques urbanistiques liées au développement territorial. À ce sujet, Isabella Pezzini parle « d’icônes métropolitaines ».
C'est suivant cette nouvelle conception du musée, pensé avant tout au regard du potentiel économique qu’il représente et à destination du touriste flâneur - « où les œuvres ont leur importance, certes, mais ce qui importe encore davantage, c’est la visite en spirale qui permet de les voir rapidement, une après l’autre » -, qu'a été créé en 2007 le musée Guggenheim à Bilbao, dont les recettes participent aujourd'hui à l’essor économique et urbanistique de la région. En France, ce phénomène est illustré par l'ouverture du musée des Confluences à Lyon, du Centre Pompidou-Metz, du centre Luma Arles ou encore du Louvre-Lens.
La finalité de ces nouveaux musées est de transformer une région industrielle en perte de vitesse en une destination culturelle attractive susceptible de redynamiser l'économie locale ou régionale en attirant indirectement de nouveaux investisseurs. Par ailleurs, les deux dernières institutions citées correspondent à l’émergence en France de la notion de franchise muséale (et par extension celle de marque), apparue aux États-Unis dès les années 1980. Par ailleurs, suivant cette logique de financement par le marché, nourrie par la baisse des subventions de l’État à la culture, le principe du mécénat, en usage aux États-Unis depuis le XIXe siècle, se développe aujourd'hui, notamment en France. De l'ensemble de ces évolutions découle le développement dans les institutions culturelles d'une économie concurrentielle propre au « star system », qui a pour effet de creuser l'écart entre une soixantaine d’institutions emblématiques et millionnaires dans le monde et toutes les autres. Ainsi, certains de ces grands musées sont désormais dirigés par des gestionnaires, soucieux de la rentabilité financière et commerciale de leur établissement et désireux d'ouvrir des antennes à l’étranger (Louvre Abou Dhabi, Guggenheim Abou Dhabi). Enfin, on observe depuis le développement d'Internet dans les années 1980 une dématérialisation progressive des collections de musées qui, grâce aux possibilités offertes par la numérisation et l’usage des réseaux sociaux, peut co-construire de l’information avec son public. Cette nouvelle forme de musées, qui se voit confronter à un « contexte de changement démographique, de globalisation, de nouvelles formes de communication, de nouvelles attentes en matière de contenus et de consommation de la culture », a fait l'objet dès le début des années 2000 de nombreux essais qui s’interrogent sur l’avenir des musées.
La muséologie à l’heure de la décolonisation des musées
Empruntant au concept de New Museology et à la muséologie critique, le mouvement pour la décolonisation des musées trouve ses racines dans le monde anglo-saxon, notamment au Canada, aux États-Unis, en Australie et en Nouvelle-Zélande.
Auparavant considérée comme le retour aux peuples colonisés des instruments de gouvernance, la décolonisation est désormais comprise comme un processus de long cours, qui implique le démantèlement des héritages bureaucratiques, culturels et linguistiques laissé par les instances coloniales. Alors qu’il n’y a pas de consensus sur un objectif final, le processus de décolonisation des musées a pour but « d'assister les communautés dans leurs efforts et questionnements des héritages historiques en déclarant les pénibles vérités du colonialisme, et par cela, créer un espace de guérison et de compréhension ».
Dans le monde anglo-saxon
La collaboration, la consultation, et la restitution sont des éléments clés de la décolonisation des musées. Les musées australiens se sont érigés en chef de file, à travers le développement des processus de restitution, de consultation et de collaboration avec les communautés aborigènes, au début des années 1980. Les projets impliquant la collaboration et la consultation avec les communautés sources ont pris de multiples formes, allant du développement d’expositions itinérantes, de la révision des catalogues de collections, à l’établissement de centres culturels communautaires. Au Canada, la collaboration et la consultation ont été formellement suggérées par le Rapport du Groupe de travail sur les musées et les Premières Nations et sont maintenant vues par de nombreux musées comme des pratiques essentielles pour toute institution possédant des objets appartenant aux peuples autochtones. En Amérique du Nord, et dans le monde entier, certains objets de collections - spécialement des objets sacrés ou des restes humains – ont été restitués ou retournés à leurs communautés d’origine. Aux États-Unis, la loi fédérale sur "La protection et le rapatriement des tombes des natifs américains" (NAGRPA, 1990) a formalisé le processus de restitution des artefacts autochtones. Alors que le Canada n’a pas de politique ou loi concernant la restitution, de nombreux musées ont leurs propres politiques internes et de nombreux objets ont été retournés à leur communauté d’origine. Même si le processus de restitution part d’une bonne intention, il peut être tumultueux, compliqué par des politiques institutionnelles et gouvernementales, et connaît des degrés variés de réussite.
Un concept plus récent, l’autochtonisation des musées, se détache des pratiques exclusivement basées sur la collaboration. L’idée est d’employer des personnes autochtones à des postes importants dans les musées afin d’ouvrir le musée à une influence autochtone de manière prolongée et de restructurer le musée pour qu’il reflète les approches autochtones. Cette pratique est illustrée par l’embauche par l’Art Gallery of Ontario de Wanda Nanibush en tant que conservatrice de l’art canadien et autochtone, ou encore l’embauche de Jonathan Lainey au Musée canadien de l’histoire en 2015 pour le poste de conservateur, Premiers Peuples. On recense aussi la nomination de conservateurs aborigènes dans différents musées australiens tels que l’Australian Museum, le National Museum of Australia, et le Museum of Contemporary Art Australia.
En France
En France, la question de la décolonisation des musées se concentre autour des restitutions d’œuvres et d’objets ethnographiques. De nombreuses œuvres et objets de musées proviennent de pays colonisés par la France au cours des XIXe et XXe siècles, notamment de pays africains. Par exemple, l’ancien Musée des colonies et de la France a disparu, mais une partie de ses collections se retrouvent aujourd’hui au Musée du Quai Branly-Jacques Chirac. La restitution se heurte au principe d’inaliénabilité des collections qui empêche la sortie des œuvres des collections publiques. Toutefois, il y a eu des exceptions. Par exemple, le muséum d’histoire naturelle de Rouen a rendu à la Nouvelle-Zélande une tête maorie en 2012. Par ailleurs, le Rapport Sarr/Savoy sur la restitution du patrimoine africain était remis en 2018 au Président de la République, Emmanuel Macron. Une des recommandations du rapport, la restitution des objets ayant été acquis dans des conditions inéquitables, est fortement décriée par plusieurs musées français, qui appellent à des actions plus modérées, telles que des prêts aux institutions africaines ou une meilleure circulation de ces objets.
En outre, les musées ont commencé à interroger ce passé colonial, s’intéressant aux questions de représentation et du racisme (notamment à travers des expositions telles que Le modèle noir au Musée d’Orsay en 2019, L’Invention du sauvage au Musée du Quai Branly-Jacques Chirac en 2016, entre autres).

### Les principaux acteurs de la muséologie
({{{date}}}).
Les différentes réflexions concernant le champ muséal, selon l'acception du terme de « philosophie du muséal » proposé par Bernard Deloche, sont le fruit d'un nombre considérable d'auteurs de disciplines variées (théoriciens, philosophes, chercheurs, critiques, experts).
Parmi ces auteurs, certains s'affirment comme muséologues, d'autres restent attachés à leur discipline de référence. Le Dictionnaire encyclopédique de la muséologie distingue à partir de ce constat trois groupes de chercheurs.

#### Dans les pays francophones
Tout d'abord, un certain nombre d'auteurs peuvent être considérés comme des muséologues à part entière. En effet, bien qu'intervenant dans des champs différents de la muséologie, ils ont chacun présenté et défendu des idées sur les diverses formes de la muséologie : Mathilde Bellaigue, Christian Carrier, Serge Chaumier, Bernard Deloche, André Desvallées (1931-2024), Philippe Dubé, Noémie Drouguet, André Gob, François Mairesse (1968-), Marc Maure, Raymond Montpetit, Michel Van Praët, Georges Henri Rivière (1897-1985), René Rivard et Martin R. Scharer.
Par ailleurs, un certain nombre d'universitaires ou de professionnels des musées, tout en restant attachés à leur discipline et sans nourrir le désir particulier de se faire reconnaître comme muséologues en tant que tels, ont développé des réflexions liées à la « technique muséale », entendue comme les fonctions et les tâches du musée. Parmi eux figurent Roland Arpin, Patrick Boylan, Elisabeth Caillet, Colette Dufresne-Tassé, Jean Davallon, Jacqueline Eidelman, Jean Gabus, Hanna Gottesdiener, Jacques Hainard, François Hubert, Anne Jonchery, Joelle Le Marec, Claire Merleau Ponty, Paul Rivet (1876-1958), Philippe Robert-Jones, Bernard Schiele et Hugues de Varine (1935-).
Enfin, certains chercheurs, souvent historiens ou philosophes, ont participé par certains de leurs travaux à la compréhension historique du champ muséal : Germain Bazin, Jean Baudrillard, Maurice Blanchot, Luc Benoist, Pierre Bourdieu, Jean Clair, François Dagognet, Bernard Deloche, Danièle Giraudy, Pascal Griener, Francis Haskell, Nathalie Heinich, André Malraux, Eugène van Overloop, Yves Michaud, Kryztof Pomian, Edouard Pommier, Dominique Poulot, Roland Recht et Paul Valéry.

#### Dans les pays anglo-saxons
À l’instar de la France, le monde anglo-saxon a joué un rôle important dans le développement de la muséologie. Plusieurs acteurs sont considérés comme des muséologues : Duncan Ferguson Cameron (1930-2006), Gary Edson (1937-), Kenneth Hudson (1916-1999), Geoffrey Lewis (1933-), George Ellis Burcaw (1921-) et Edward P. Alexander (1907-2003).
D’autres acteurs ont nourri un certain nombre de réflexions sur la muséologie, contribuant par là même au développement de la discipline : Peter Vergo, Judith Spielbauer, Timothy Ambrose, Eilean Hooper-Greenhill, Stephen Weil et Susan Pearce.

#### Au Portugal
Au Portugal, la nouvelle muséologie est développée autour du groupe d'études en sociomuséologie, à l'Universidade Lusófona de Humanidades e Tecnolgias, avec Mário Moutinho, Judite Primo, Pierre Mayrand, Alfredo Tinoco, avec des expériences au Musée Casal do Monte Redondo à Leiria, dans le musée Mineiro do Louzal, à Grândola, ou dans le Museu do Mar na Carrapateira. la nouvelle muséologie au Portugal s'est développée principalement dans les petits musées ruraux, impliquant la participation des communautés.

#### En Europe de l'Est
La muséologie en Europe de l'Est compte tout d'abord un certain nombre de pionniers - médecins, marchands, archéologues, historiens - qui ont œuvré entre le XVIe et le XIXe : Samuel Quiccheberg (1529-1567), Daniel Johan Major (1634-1693), Kaspar Friedrich Neickel, Karl Otfried Müller (1797-1840), Georg Rathgeber (1800-1875), Johann Georg Theodor Grässe (1814-1885) et Philipp Leopold Martin (1815-1885).
Depuis, les principaux acteurs qui ont marqué la muséologie en Europe de l'Est sont les suivants : Zbýnek Stránský (1926-2016), Ivo Maroević (1937-2007), Anna Grégorová, Peter van Mensch (1947-), Friedrich Waidacher (1934-), Vinos Sofka, Jan Jelinek, Jiri Neustupny (1905-1981), Awraam Razgon (1920-1989) ou encore Tomislav Šola (1948-).

#### En Amérique latine
La Table ronde organisée par l’Unesco à Santiago du Chili en 1972 a eu des répercussions dans le monde de la muséologie, qui reconnaît désormais plusieurs spécialistes latino-américains, à l’exemple de Nelly Decarolis, Tereza Scheiner, Bruno Brulon Soares, Heloisa Helena F. Gonçalvès da Costa, Ulpiano B. Menese, Raul Lody, Maria Cristina Bruno et Waldisa Rússio.

### Instances historiques de la muséologie

#### Museums Association
Fondée en Grande-Bretagne en 1889 et située à Londres, la Museums Association (MA) est une organisation qui rassemble des professionnels des musées.
Sa mission est de protéger les intérêts des musées, des galeries et du patrimoine à travers un partage des connaissances, un développement des compétences et un certain sens de l’innovation dans le domaine muséal. La Museums Association définit également des normes éthiques.
Aujourd’hui[Quand ?], elle regroupe environ 7 100 membres professionnels de musées et elle est financée de manière indépendante par ses membres.

#### OIM
Créé en 1926, l’OIM (Office international des musées) est la première institution mondiale visant à regrouper les professionnels des musées du monde entier. Elle se donne pour vocation la coopération entre les institutions muséales. L’OIM cesse de fonctionner en 1946, date à laquelle sont créés l’UNESCO et l’ICOM.

#### ICOM
Créé en 1946, le Conseil international des musées (The International Council of Museums, ICOM) est une organisation non-gouvernementale, d'origine européenne, constituant un réseau mondial de professionnels des musées et du patrimoine. Son siège se trouve à Paris.
L’ICOM regroupe environ 30 000 musées et professionnels et collabore avec de nombreuses institutions partenaires, à l’exemple de l’UNESCO, de l’Organisation mondiale de la propriété intellectuelle (OMPI) ou de l’Organisation mondiale des douanes (OMD).
L’organisation rassemble une trentaine de comités internationaux parmi lesquels l’ICOFOM (Comité international pour la muséologie du Conseil international des musées), le CIDOC (Comité international pour la documentation) et le CECA (Comité international pour l’éducation et l’action culturelle).
Les missions de l’ICOM sont de garantir la conservation, la préservation et la transmission des biens culturels à l'échelle mondiale.
Selon la définition qu'en donne l’ICOM, « un musée est une institution permanente sans but lucratif au service de la société et de son développement ouverte au public, qui acquiert, conserve, étudie, expose et transmet le patrimoine matériel et immatériel de l’humanité et de son environnement à des fins d'études, d'éducation et de délectation ».

#### ICOFOM
Créé en 1977, le Comité international pour la muséologie du Conseil international des musées est chargé de la recherche, de l’étude et de la diffusion des fondements théoriques de la muséologie en tant que discipline scientifique autonome.

### Étudier la muséologie

#### Les principaux lieux de formation

##### En France
- Deuxième cycle – École du Louvre
- Master 2 professionnel Muséologie et médiation : parcours nouveaux médias – Université Paris 3 Sorbonne nouvelle
- Master Muséologie des sciences de la nature et de l'Homme – Museum National d’Histoire naturelle de Paris
- Master 2 professionnel Communication interculturelle et muséologie dans l’Europe rénovée (CIMER) – Université Paris 4 Paris Sorbonne
- Master 2 recherche Histoire et politique des musées et du patrimoine artistique – Université Paris 1 Panthéon Sorbonne
- Master professionnel Expographie muséographie – Université d’Artois, Arras
- Master 2 professionnel Patrimoines immatériels et collections – Université de Strasbourg 2
- Master 2 professionnel Métiers et Arts de l'Exposition - Université de Rennes
- Master Médiations, Musées et Patrimoines (muséocom) - Université d'Avignon

###### Formations autour des métiers de l'art, de la médiation culturelle et de la conservation et restauration
- Master 2 professionnel Sciences et techniques de l’exposition – Université Paris 1 Panthéon Sorbonne
- Master 2 professionnel Conservation préventive du patrimoine – Université Paris 1 Panthéon Sorbonne
- Master Conservation et restauration des biens culturels – Université Paris 1 Panthéon Sorbonne
- Master 2 professionnel L’art contemporain et son exposition – Université Paris 4 Paris Sorbonne
- Master professionnel Médiation culturelle, patrimoine et numérique – Université Paris 10 Nanterre
- Formation des conservateurs – Institut National du Patrimoine
- Master 2 professionnel Gestion et Valorisation des Œuvres d'Art (MAGEMI) - Université de Rennes 2
- Master professionnel Métiers de l'art : régie et documentation des œuvres - Université Toulouse-Jean-Jaurès

##### Au Québec
- Techniques de muséologie - Collège Montmorency
- Maîtrise en muséologie - Université de Montréal
- Maîtrise et Doctorat en muséologie - Université du Québec à Montréal (UQAM)
- Maîtrise en muséologie- Université du Québec en Outaouais

##### À l'étranger
- Master à finalité spécialisée en Muséologie à l'Université de Liège (Belgique)
- Université de São Paulo (Brésil)
- Université Fédérale de l'État de Rio de Janeiro (Brésil)
- Université fédérale d'Ouro Preto (Brésil)
- Université de Brasilia (Brésil)
- Université fédérale de Santa Catarina (Brésil)
- Université fédérale de Bahia (Brésil)
- Université de Leicester (Royaume-Uni)
- Université de l’Idaho (États-Unis)
- Université d’Harvard (États-Unis)
- Université de Neuchâtel (Suisse)
- Université de Leyde (Pays-Bas)
- Université Masaryk de Brno (République tchèque)

#### Les principaux lieux de ressources

##### En France
- Bibliothèque de l’École du Louvre
- Centre de Documentation du Service des Musées de France
- Centre d'information ICOM-UNESCO
- Centre Dominique-Vivant Denon du musée du Louvre

##### Au Québec
- Société des musées du Québec (SMQ)
- Réseau canadien d'information sur le patrimoine (RCIP) - voir aussi Dictionnaires de données du RCIP
- Centre de conservation du Québec (CCQ)
- Guide de documentation du réseau Info-Muse (SMQ)
- Préserv'Art (outil de recherche) (CCQ)
- Glossaire visuel des altérations (CCQ)

##### Dans le monde
- Bibliothèque de la Reinwardt Academy (Pays-Bas)
- Bibliothèque de l'Université de Leicester (Royaume-Uni)
- Bibliothèque des sciences historiques - rayon muséologie de l'Université de Liège (Belgique)
- Bibliothèque documentaire du Musée royal de Mariemont (Belgique)
- Centre de ressources documentaires des Musées de la Ville de Mons à l'Artothèque (Belgique)
- Getty Conservation Institute (États-Unis)
- Smithsonian Centre for Materials Research and Education (SCMRE) (États-Unis)

#### Ouvrages
- Germain Bazin, Le temps des musées, Éditions Desoer, 1967.
- E. Caillet, E. Guyon, P. Guillet, J-C Guiraudon, B. Maitte, O. Morand, M. Van Praet, Hier pour demain : une mémoire de la culture scientifique, technique et industrielle, l'Harmattan, 2014.
- Pierre Bourdieu, Alain Darbel, L'amour de l'art. Les musées d'art européen et leur public, Paris, Éditions de Minuit, 1969.
- Serge Chaumier (dir.), Expoland, ce que le parc fait au musée ambivalences des formes de l'exposition, Complicités, 2011.
- Serge Chaumier, Des musées en quête d'identité, Paris, L'Harmattan, 2003.
- Jean Clair, Malaise dans les musées, Flammarion, 2007.
- Laurence Vail Coleman, Manual for Small museums, New York, Putnam’s sons, 1927.
- John Cotton Dana, Museums and Industries, Newark, Newark Museum Association, 1919.
- John Cotton Dana, The New Museum, ElmTree Press, Woodstock, Vermont, 1917.
- John Cotton Dana, A plan for a New Museum, ElmTree Press, Woodstock, Vermont, 1920.
- André Desvallées, François Mairesse (dir.), « Muséologie », Concepts clés de la muséologie, Paris, Armand Colin et ICOM, 2010.
- André Desvallées, François Mairesse (dir.), Dictionnaire encyclopédique de muséologie, Paris, Armand Colin, 2011.
- André Desvallées (collectif), Vagues, une anthologie de la Nouvelle Muséologie, Mâcon, éditions W. Savigny-le-temple, MNES, 1992.
- Umberto Eco, Isabella Pezzini, Le musée demain, Casimiro, 2013.
- André Gob, Noémie Drouguet, La Muséologie, Armand Colin, 3e édition, 2008.
- Hannah Gottesdiener, Jean Davallon (dir.), « La muséologie 20 ans de recherche », Culture et musées, n°hors série pour les 20 ans de la revue, juin 2013.
- Benjamin Ives Gilman, Museums Ideals of Purpose and Method, Cambridge, Harvard University Press, 1918.
- George Brown Goode, « The principles of museum administration », Report of Proceedings with the Papers read at the sixth annual general Meeting, held in Newcastle-upon-Tyne, July 23rd-26th, Londres, Dulau, 1896.
- Oliver Grau Hrsg.: Museum and Archive on the Move: Changing cultural Institutions in the digital Era, München: De Gruyter 2017.
- Catherine Grenier, La fin des musées ?, Paris, Éditions du regard, 2013.
- Ivo Maroević, Introduction to Museology : The European Approach, Munich, Müller Straten, 1998.
- Andrew McClellan, The art museum from Boullée to Bilbao, University of California Press, 2008.
- François Mairesse, Le musée temple spectaculaire, Lyon, PUL, 2002.
- François Mairesse, Le musée hybride, Paris, La documentation française, 2010.
- François Mairesse, André Desvallés, Vers une redéfinition de la muséologie, l'Harmattan, 2007.
- Anik Meunier (dir.), La muséologie, champ de théories et de pratiques, Presses de l'Université du Québec, 2012.
- Peter van Mensch, Professionalising the Muses, Amsterdam, AHA Books, 1989.
- Peter van Mensch, Towards a Methodology of Museology, Université de Zagreb, Faculté de Philosophie, Thèse doctorale, 1992.
- Krzysztof Pomian, Le musée, une histoire mondiale, tome 1, Du trésor au musée, Paris, Gallimard, 2020. Tome 2, L'ancrage européen, 1789-1850, Paris, Gallimard, 2021. Tome 3, en cours d'édition.
- Dominique Poulot, Musée et muséologie, Paris, La Découverte, coll. « Repères », 2005.
- Georges-Henri Rivière, La muséologie. Cours de muséologie, textes et témoignages, Bordas, 1989.
- Jean Michel Tobelem, Le nouvel âge des musées, Armand Colin, 2015.
- Zbýneck Stránský, Muséologie Introduction aux études, Brno, Université Masaryk, 1995.
- Vinos Sofka, Museologin internationellt perspektiv, 1976.
- Jiri Neustupny, Museum and Research, Prague, 1968.
- Friedrich Waidacher, A Short Introduction to Museology, Munich, Müller-Straten, 1996.
- Friedrich Waidacher, Handbuch der Allergemeinen Museologie, Vienne, Böhau Verlag, 1996.

#### Articles
- Patrick Boylan, « La préhistoire de l'ICOM », Nouvelles de l'Icom, 49, 1, p. 4-5.
- Bernard Deloche, « Contradiction et logique du musée » in Museologica, éditions W, MNES, 1993.
- André Desvallées, François Mairesse, « Sur la muséologie », Culture & Musées, vol. 6, 2005, p. 131-155.
- Jean Davallon, « Le musée est-il vraiment un média ? », Publics et musées, no 2, 1992, p. 99-123.
- Jacques Hainard, « Pour une muséologie de la rupture », Musées, vol. 10, 1987, p. 44-46.
- Susan Pearce, « Museology, museums and material culture : some thoughts », Icofom Study Series, 12, p. 223-238.
- Zbýneck Stránský, « Prdmët muzeologie », Sbornik material Ü prého muzeologického sympozia, Brno, Moravské muzeum, 1966.
- Zbýneck Stránský, « Museology as a science (a thesis) », Museologia, 15, XI, 1980.
- Vinos Sofka, « My adventurous life with Icofom… », Icofom Study Series, t. 1, 1995.
- Awraam Razgon, « Museology », Great Soviet Encyclopedia, 1974.
- Awraam Razgon, « La multidisciplinarité en muséologie. Recherche fondamentale et appliquée », Mu Wop/Do Tram 2, 1981, p. 53-55.
- Jiri Neustupny, « What is Museology? », Museum Journal, 71, sept. 1971, p. 67-68.
- Jiri Neustupny, « De l'homogénéité de la muséologie », Mu Wop/Do Tram 2, 1981, p. 34-37.
- Anna Grégorová, « La muséologie - science ou seulement travail pratique du musée ? », Mu Wop/Do Tram 1, 1980, p. 19-21.
- Anna Grégorová, « L'interdisciplinarité en muséologie », Mu Wop/Do Tram 2, 1981, p. 34-37.
- André Desvallées et François Mairesse, « Sur la muséologie », Culture & Musées, vol. 6, no 1,‎ 2005, p. 131–155 (DOI 10.3406/pumus.2005.1377, lire en ligne, consulté le 12 février 2021)
- Christine Bernier, « Muséologie numérique: Action participative en réseau et canonisation selon l’intelligence artificielle », Digital Studies/Le champ numérique, vol. 9, no 1,‎ 9 août 2019, p. 13 (ISSN 1918-3666, DOI 10.16995/dscn.346, lire en ligne, consulté le 12 février 2021)